# Ding Hongjie
Ding Hongjie (en chino: 丁红杰; 30 de enero de 2002) es un deportista chino que compite en halterofilia. Ganó una medalla de bronce en el Campeonato Mundial de Halterofilia de 2023, en la categoría de 61 kg.

## Palmarés internacional
| Campeonato Mundial | Campeonato Mundial    | Campeonato Mundial | Campeonato Mundial |
| Año                | Lugar                 | Medalla            | Categoría          |
| ------------------ | --------------------- | ------------------ | ------------------ |
| 2023               | Riad (Arabia Saudita) | Medalla de bronce  | 61 kg              |